# Nommisci

Nommisci è una frazione di Amatrice situata a 1.195 metri s.l.m.. La frazione si trova nella zona meridionale del comune di Amatrice  a circa 5 km dal centro del paese, al confine con l'Abruzzo. La santa protettrice del paese è Sant'Anna, che si festeggia il 26 luglio. In cima al paese si trova la Chiesa di Sant'Anna, con il caratteristico campanile visibile da quasi ogni punto di Nommisci. Sotto il campanile si trova il monumento ai caduti, a memoria dei paesani che persero la vita per la Patria durante le due guerre mondiali e nell'adempimento di missioni civili. Nella chiesa sono presenti le statue della Madonna, di Sant'Anna, di San Giuseppe e di San Gabriele, che la prima domenica successiva il 26 luglio vengono portate a spalla in processione per tutto il paese.
Durante il periodo estivo il Comitato Pro-Nommisci, eletto dai paesani, organizza ogni anno manifestazioni di carattere folkloristico.

Posizionata all'interno del Parco dei Monti della Laga, considerata anche l'altezza cui si trova, Nommisci è un posto perfetto per osservare i monti della Laga (Pizzo di Sevo, Cima Lepri, Monte Gorzano). Attorno al paese si diramano diverse mulattiere, attraversate un tempo a piedi dai pastori che portavano gli allevamenti ai pascoli in cima alle montagne.

Il paese è diviso in due parti: "Capolavilla", la parte più alta del paese, e "Sorepella", quella più in basso.

## Storia
Il paese era conosciuto su alcune carte geografiche almeno sin dall'anno 1100, ove compariva col nome di "Anomici".
In passato il paese era situato più a monte. Dopo uno dei terremoti avvenuti tra il 1600 e il 1700, che interessarono la città di Amatrice e i paesi circostanti, anche il paese di Nommisci rimase totalmente distrutto e venne ricostruito circa un chilometro più a valle, dove si trova oggi.

## Monumenti e luoghi d'interesse
Proseguendo lungo la mulattiera che porta in cima al monte di Nommisci si arriva alla località chiamata Pianone, da dove è possibile ammirare un'eccezionale veduta dei Monti della Laga, del Gran Sasso e del Lago di Campotosto.
Proseguendo invece per "Via della Fonte Vecchia" si arriva ad una fonte, costruita e manutenuta periodicamente dai paesani, dalla quale esce un'acqua sorgiva purissima.

La vecchia Scuola del paese è oggi utilizzata come punto ricreativo del paese ed è il posto dove vengono organizzate le festività estive organizzate dal Comitato.

Nel passato la struttura era utilizzata come Scuola Elementare del paese; alcuni dei paesani hanno ricevuto i primi anni di istruzione proprio in questa scuola, dove, considerato il contenuto numero di studenti, non esisteva nessuna differenziazione per età ed anni scolastici ma in una sola stanza raccoglieva di fatto tutta la classe e tutti gli alunni.
Altro punto di interesse nel paese è la piazza di Capolavilla dove è presente una delle fontane del paese e un lavatoio utilizzato specie nel passato dalle massaie del paese per fare il bucato.
Ai piedi del paese un'altra mulattiera conduce fino al paese di Configno, raggiungibile in questa maniera anche a piedi percorrendo pochi chilometri.
Nel paese sono presenti due croci, una appena si entra nel paese (luogo fin dove arriva la processione di Sant'Anna); un'altra si trova nella strada verso il monte, dopo il cimitero e la località chiamata "Cerrito", alla biforcazione tra la strada che porta in cima al monte di Nommisci ("Pianone") e la strada di "Moricone".

## Cucina Nommisciara (Variante della Cucina Amatriciana)
Così come Amatrice è famosa per gli spaghetti all'Amatriciana, Nommisci è conosciuta per le mezzemaniche (o rigatoni) all'Amatriciana.
Generalmente il primo sabato dopo ferragosto, il comitato di Nommisci organizza una sagra nella quale gli chef del paese preparano la prelibata pietanza seguendo i segreti tramandati di generazione in generazione, e utilizzando chiaramente il pecorino e il guanciale amatriciano.

## Accessibilità
Nommisci è raggiungibile tramite la "SS4 Salaria" da Roma, proseguendo per Rieti ed Antrodoco fino ad Amatrice; da Amatrice quindi si prende la Strada Statale Picente che porta fino al bivio del paese. Dall'Abruzzo è raggiungibile attraverso il confinante comune di Campotosto o da quello di Montereale, a sua volta collegato all'Aquila ed all'autostrada A24 sempre tramite la SS260 Picente.

## Galleria d'immagini

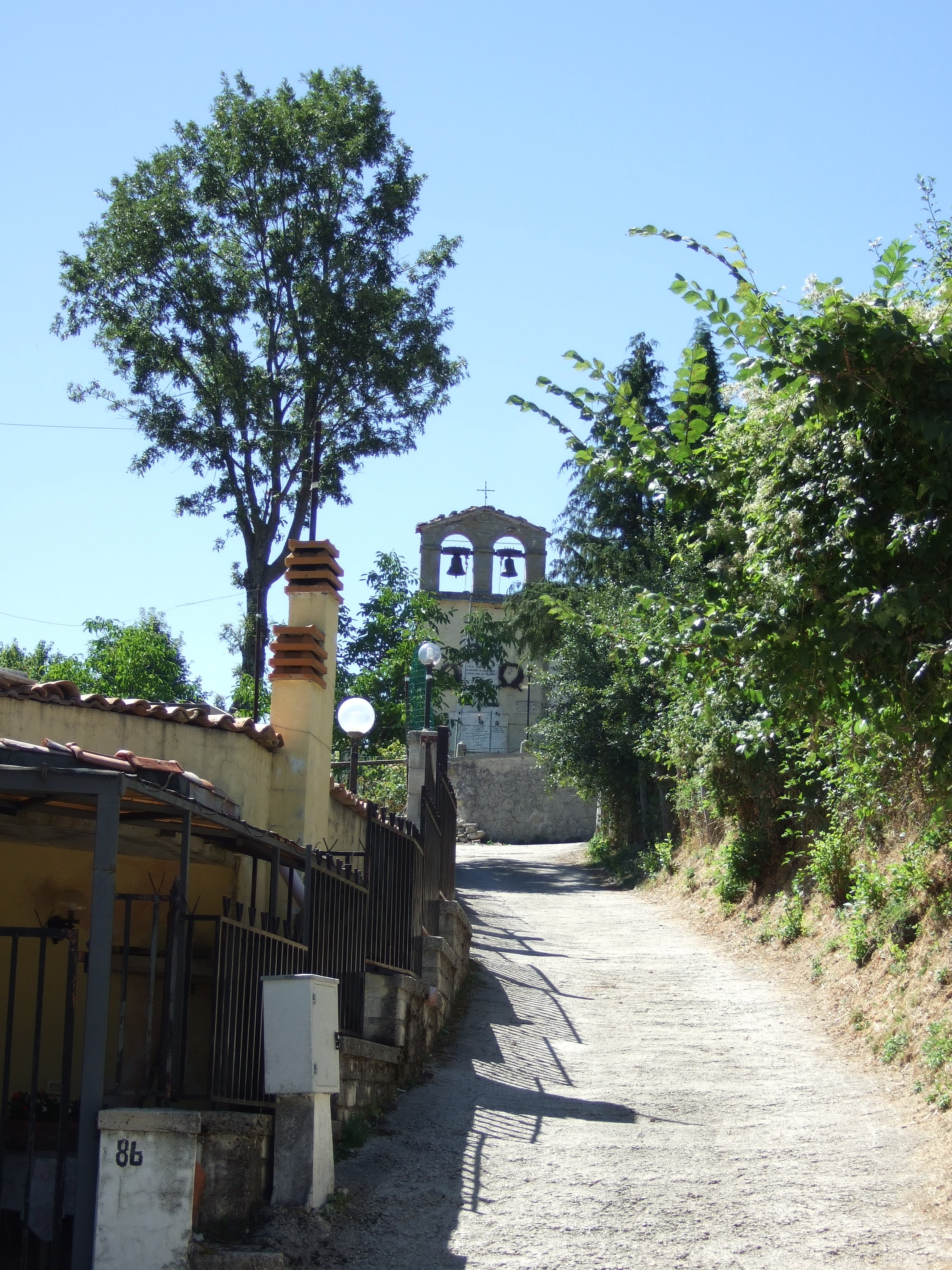
Chiesa
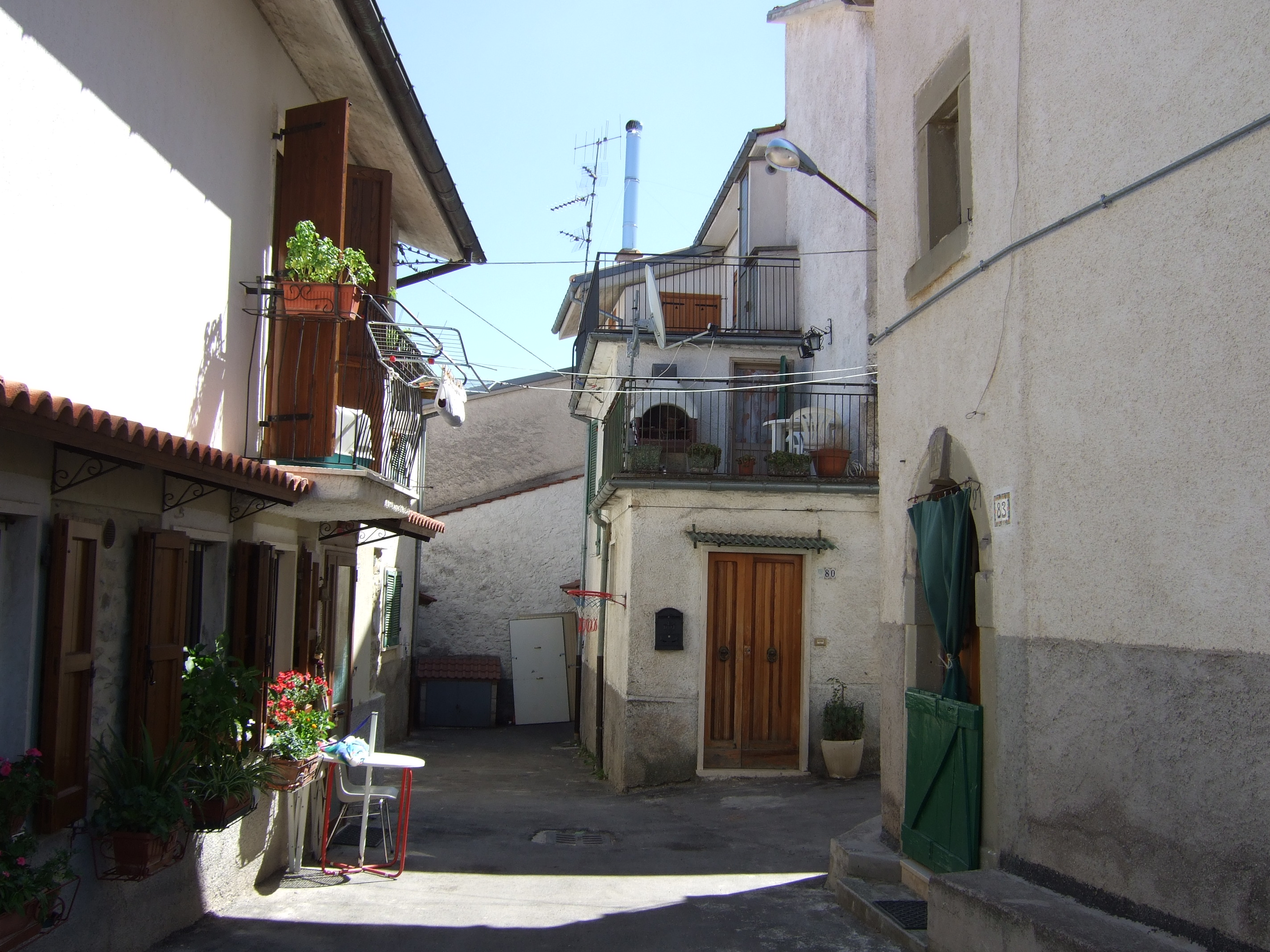
Vicolo
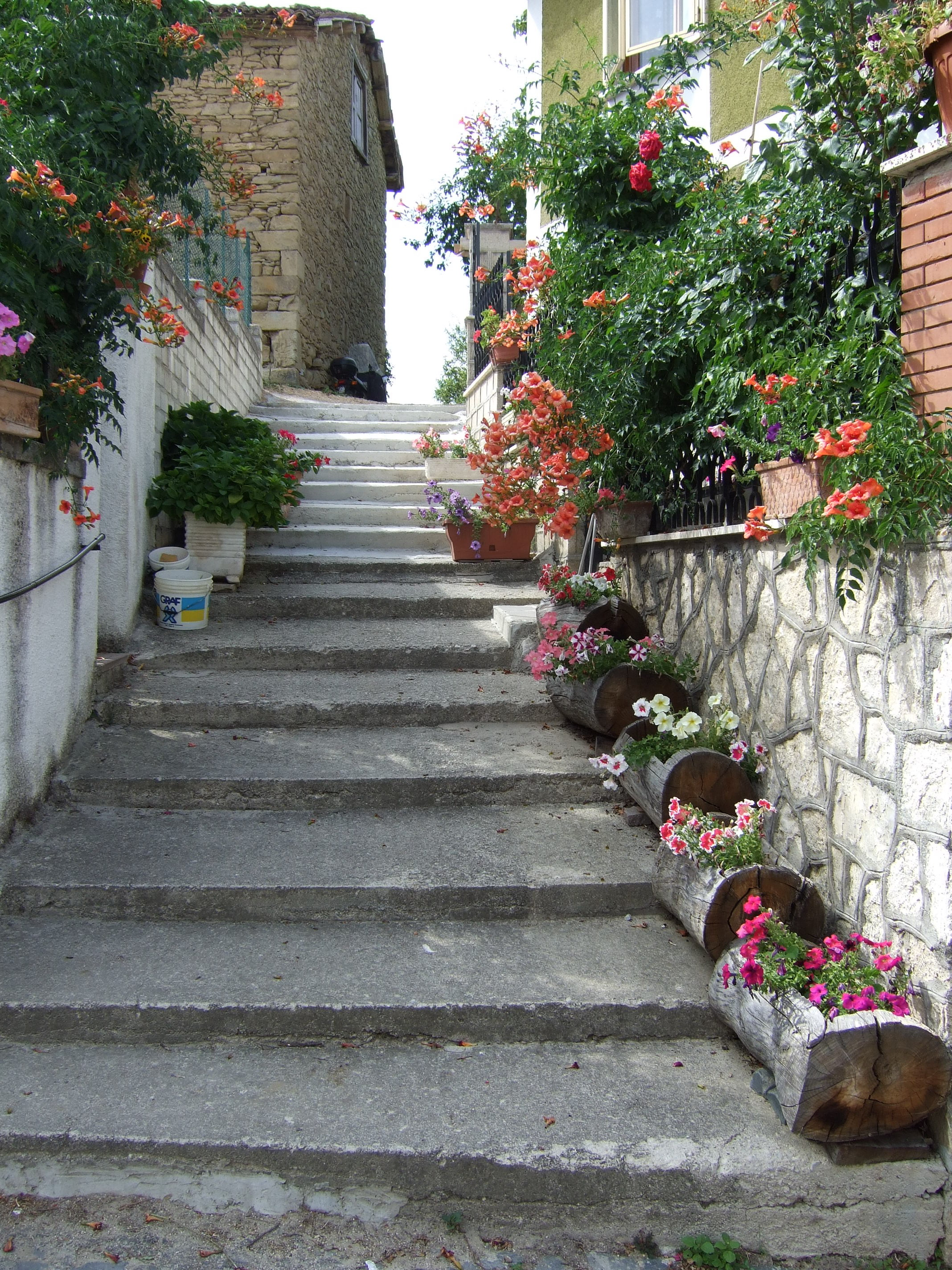
Vicolo
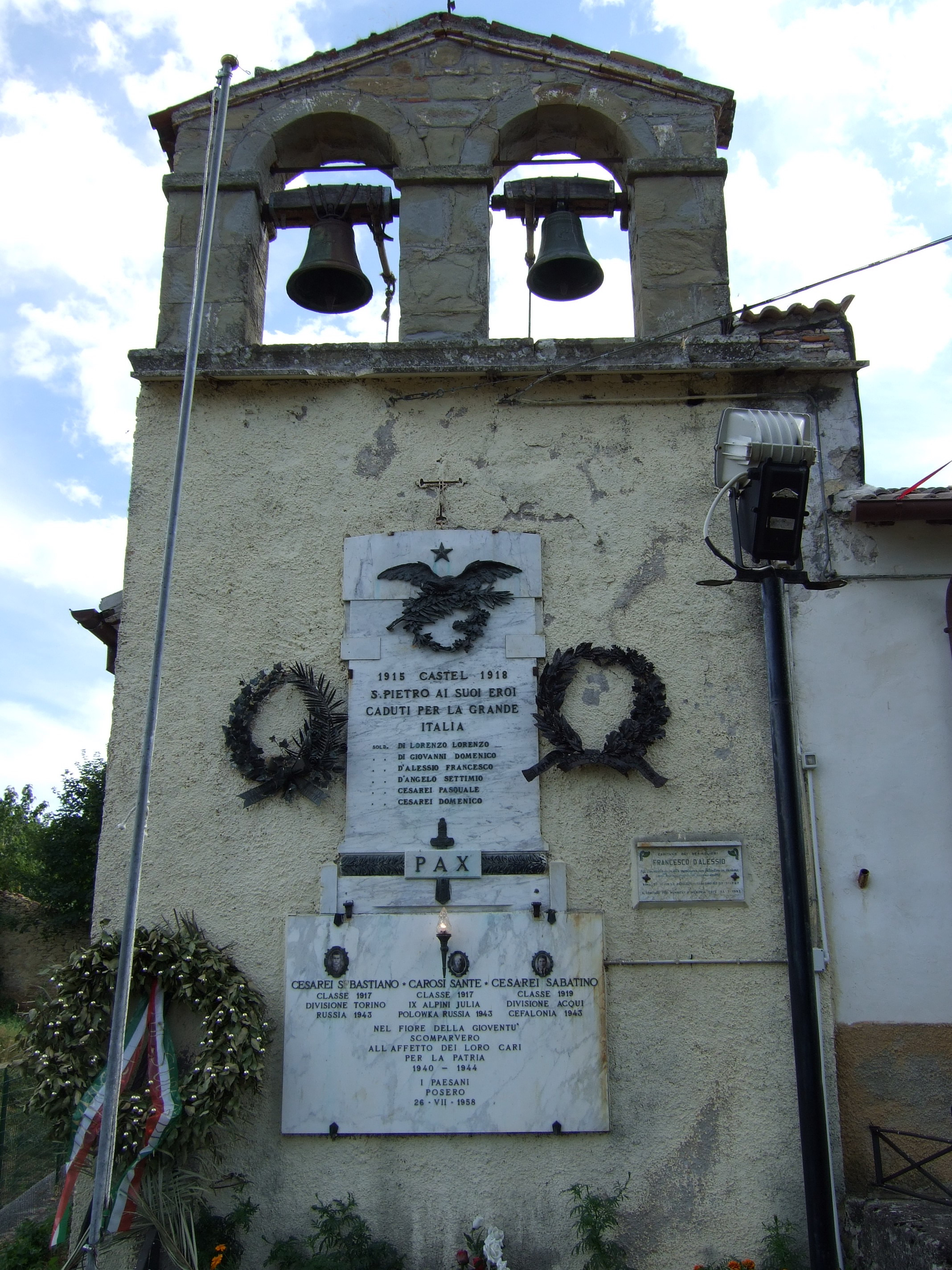
Campanile della chiesa e Monumento ai Caduti